# Aldrovandia
Genre
Aldrovandia est un genre de poissons de la famille des Halosauridae.

## Liste d'espèces
Selon ITIS:
- Aldrovandia affinis (Günther, 1877)
- Aldrovandia gracilis Goode & Bean, 1896
- Aldrovandia mediorostris (Günther, 1887)
- Aldrovandia oleosa Sulak, 1977
- Aldrovandia phalacra (Vaillant, 1888)
- Aldrovandia rostrata (Günther, 1878)